# MLS-is-Back-Turnier
Das MLS-is-Back-Turnier (Originalname: MLS is Back Tournament) war ein Turnier innerhalb der Saison 2020 der Major League Soccer. Es wurde am 8. Juli 2020 mit der Partie Orlando City gegen Inter Miami eröffnet und endete mit dem Finale am 11. August 2020, das die Portland Timbers für sich entschieden. Im Anschluss wurde der reguläre Spielbetrieb der MLS fortgesetzt.
Hintergrund war die COVID-19-Pandemie und deren Auswirkungen. Aufgrund dessen wurde als einziger Spielort das Champion Stadium, welches zum ESPN Wide World of Sports Complex im Disney World Resort in der Nähe von Orlando, Florida gehört, ausgewählt. In diesem fanden alle Partien als Geisterspiele statt.

## Modus
Die 26 Mannschaften wurden am 10. Juni 2020 vorab in eine Sechser- sowie fünf Vierergruppen aufgeteilt. Innerhalb der Gruppen wurde, analog zu Wettbewerben wie den Welt- oder Europameisterschaften, eine einfache Punktrunde ohne Rückspiele ausgespielt. So spielte jede Mannschaft einmal gegen jeden Gruppengegner, so dass am Ende alle Teams jeweils drei Spiele absolviert hatten.
Die jeweils zwei besten Teams pro Gruppe erreichten das Achtelfinale und nach dem vorzeitigen Ausscheiden zweier Mannschaften auch die vier besten Gruppendritten. Der Turniersieger erhielt einen Starterplatz für die CONCACAF Champions League 2021 sowie ein Preisgeld von 1,1 Mio. US-Dollar, alle Leistungen aus der Gruppenphase wurden darüber hinaus in die Gesamttabelle sowie in die jeweiligen Conferenceranglisten der Saison 2020 übertragen. Die Gruppenauslosung fand am 10. Juni statt, im Rahmen derer auch festgelegt wurde, dass Orlando City und Inter Miami das Eröffnungsspiel am 8. Juli austrugen.
Nachdem sich bereits kurz vor Turnierbeginn der FC Dallas aufgrund von mehreren teaminternen COVID-19-Fällen von der Teilnahme zurückgezogen hatte, folgte der Nashville SC aus demselben Grund kurz nach Turnierbeginn. Infolgedessen wurde Chicago Fire in die Gruppe B umgesetzt, so dass alle Gruppen jeweils vier Teilnehmer aufwiesen.

## Termine
| Runde         | Termine                   |
| ------------- | ------------------------- |
| Gruppenphase  | 8. – 23. Juli 2020        |
| Achtelfinale  | 25. – 28. Juli 2020       |
| Viertelfinale | 30. Juli – 1. August 2020 |
| Halbfinale    | 5. – 6. August 2020       |
| Finale        | 11. August 2020           |

## Gruppenphase

### Gruppe A
| Pl.             | Verein             | Sp. | S | U | N | Tore    | Diff. | Punkte |
| --------------- | ------------------ | --- | - | - | - | ------- | ----- | ------ |
| 1.              | Orlando City       | 3   | 2 | 1 | 0 | 006:300 | +3    | 07     |
| 2.              | Philadelphia Union | 3   | 2 | 1 | 0 | 004:200 | +2    | 07     |
| 3.              | New York City FC   | 3   | 1 | 0 | 2 | 002:400 | −2    | 03     |
| 4.              | Inter Miami        | 3   | 0 | 0 | 3 | 002:500 | −3    | 0      |
| Stand: Endstand |                    |     |   |   |   |         |       |        |

| 8. Juli 2020       |   |                    |           |
| Orlando City       | – | Inter Miami        | 2:1 (0:0) |
| 9. Juli 2020       |   |                    |           |
| New York City FC   | – | Philadelphia Union | 0:1 (0:0) |
| 14. Juli 2020      |   |                    |           |
| New York City FC   | – | Orlando City       | 1:3 (1:2) |
| 14. Juli 2020      |   |                    |           |
| Philadelphia Union | – | Inter Miami        | 2:1 (1:1) |
| 20. Juli 2020      |   |                    |           |
| Inter Miami        | – | New York City FC   | 0:1 (0:0) |
| 20. Juli 2020      |   |                    |           |
| Philadelphia Union | – | Orlando City       | 1:1 (0:0) |

### Gruppe B
| Pl.             | Verein               | Sp. | S | U | N | Tore    | Diff. | Punkte |
| --------------- | -------------------- | --- | - | - | - | ------- | ----- | ------ |
| 1.              | San José Earthquakes | 3   | 2 | 1 | 0 | 006:300 | +3    | 07     |
| 2.              | Seattle Sounders     | 3   | 1 | 1 | 1 | 004:200 | +2    | 04     |
| 3.              | Vancouver Whitecaps  | 3   | 1 | 0 | 2 | 005:700 | −2    | 03     |
| 4.              | Chicago Fire         | 3   | 1 | 0 | 2 | 002:500 | −3    | 03     |
| Stand: Endstand |                      |     |   |   |   |         |       |        |

| 10. Juli 2020       |   |                      |           |
| Seattle Sounders    | – | San José Earthquakes | 0:0       |
| 14. Juli 2020       |   |                      |           |
| Chicago Fire        | – | Seattle Sounders     | 2:1 (0:0) |
| 15. Juli 2020       |   |                      |           |
| Vancouver Whitecaps | – | San José Earthquakes | 3:4 (2:1) |
| 19. Juli 2020       |   |                      |           |
| Chicago Fire        | – | San José Earthquakes | 0:2 (0:0) |
| 19. Juli 2020       |   |                      |           |
| Seattle Sounders    | – | Vancouver Whitecaps  | 3:0 (2:0) |
| 23. Juli 2020       |   |                      |           |
| Chicago Fire        | – | Vancouver Whitecaps  | 0:2 (0:0) |

### Gruppe C
| Pl.             | Verein                 | Sp. | S | U | N | Tore    | Diff. | Punkte |
| --------------- | ---------------------- | --- | - | - | - | ------- | ----- | ------ |
| 1.              | Toronto FC             | 3   | 1 | 2 | 0 | 006:500 | +1    | 05     |
| 2.              | New England Revolution | 3   | 1 | 2 | 0 | 002:100 | +1    | 05     |
| 3.              | Montreal Impact        | 3   | 1 | 0 | 2 | 004:500 | −1    | 03     |
| 4.              | D.C. United            | 3   | 0 | 2 | 1 | 003:400 | −1    | 02     |
| Stand: Endstand |                        |     |   |   |   |         |       |        |

| 9. Juli 2020    |   |                        |           |
| Montreal Impact | – | New England Revolution | 0:1 (0:0) |
| 13. Juli 2020   |   |                        |           |
| Toronto FC      | – | D.C. United            | 2:2 (2:0) |
| 15. Juli 2020   |   |                        |           |
| Montreal Impact | – | Toronto FC             | 3:4 (2:3) |
| 16. Juli 2020   |   |                        |           |
| D.C. United     | – | New England Revolution | 1:1 (0:0) |
| 21. Juli 2020   |   |                        |           |
| Toronto FC      | – | New England Revolution | 0:0       |
| 21. Juli 2020   |   |                        |           |
| Montreal Impact | – | D.C. United            | 1:0 (1:0) |

### Gruppe D
| Pl.             | Verein               | Sp. | S | U | N | Tore    | Diff. | Punkte |
| --------------- | -------------------- | --- | - | - | - | ------- | ----- | ------ |
| 1.              | Sporting Kansas City | 3   | 2 | 0 | 1 | 006:400 | +2    | 06     |
| 2.              | Minnesota United     | 3   | 1 | 2 | 0 | 004:300 | +1    | 05     |
| 3.              | Real Salt Lake       | 3   | 1 | 1 | 1 | 002:200 | ±0    | 04     |
| 4.              | Colorado Rapids      | 3   | 0 | 1 | 2 | 004:700 | −3    | 01     |
| Stand: Endstand |                      |     |   |   |   |         |       |        |

| 12. Juli 2020        |   |                      |           |
| Sporting Kansas City | – | Minnesota United     | 1:2 (1:0) |
| 12. Juli 2020        |   |                      |           |
| Real Salt Lake       | – | Colorado Rapids      | 2:0 (1:0) |
| 17. Juli 2020        |   |                      |           |
| Sporting Kansas City | – | Colorado Rapids      | 3:2 (0:1) |
| 17. Juli 2020        |   |                      |           |
| Real Salt Lake       | – | Minnesota United     | 0:0       |
| 22. Juli 2020        |   |                      |           |
| Real Salt Lake       | – | Sporting Kansas City | 0:2 (0:1) |
| 22. Juli 2020        |   |                      |           |
| Colorado Rapids      | – | Minnesota United     | 2:2 (1:1) |

### Gruppe E
| Pl.             | Verein             | Sp. | S | U | N | Tore    | Diff. | Punkte |
| --------------- | ------------------ | --- | - | - | - | ------- | ----- | ------ |
| 1.              | Columbus Crew      | 3   | 3 | 0 | 0 | 007:000 | +7    | 09     |
| 2.              | FC Cincinnati      | 3   | 2 | 0 | 1 | 003:400 | −1    | 06     |
| 3.              | New York Red Bulls | 3   | 1 | 0 | 2 | 001:400 | −3    | 03     |
| 4.              | Atlanta United     | 3   | 0 | 0 | 3 | 000:300 | −3    | 0      |
| Stand: Endstand |                    |     |   |   |   |         |       |        |

| 11. Juli 2020  |   |                    |           |
| Atlanta United | – | New York Red Bulls | 0:1 (0:0) |
| 11. Juli 2020  |   |                    |           |
| FC Cincinnati  | – | Columbus Crew      | 0:4 (0:2) |
| 16. Juli 2020  |   |                    |           |
| Atlanta United | – | FC Cincinnati      | 0:1 (0:0) |
| 16. Juli 2020  |   |                    |           |
| Columbus Crew  | – | New York Red Bulls | 2:0 (1:0) |
| 21. Juli 2020  |   |                    |           |
| Atlanta United | – | Columbus Crew      | 0:1 (0:1) |
| 22. Juli 2020  |   |                    |           |
| FC Cincinnati  | – | New York Red Bulls | 2:0 (1:0) |

### Gruppe F
| Pl.             | Verein           | Sp. | S | U | N | Tore    | Diff. | Punkte |
| --------------- | ---------------- | --- | - | - | - | ------- | ----- | ------ |
| 1.              | Portland Timbers | 3   | 2 | 1 | 0 | 006:400 | +2    | 07     |
| 2.              | Los Angeles FC   | 3   | 1 | 2 | 0 | 011:700 | +4    | 05     |
| 3.              | Houston Dynamo   | 3   | 0 | 2 | 1 | 005:600 | −1    | 02     |
| 4.              | LA Galaxy        | 3   | 0 | 1 | 2 | 004:900 | −5    | 01     |
| Stand: Endstand |                  |     |   |   |   |         |       |        |

| 13. Juli 2020    |   |                  |           |
| Los Angeles FC   | – | Houston Dynamo   | 3:3 (1:3) |
| 13. Juli 2020    |   |                  |           |
| LA Galaxy        | – | Portland Timbers | 1:2 (0:0) |
| 18. Juli 2020    |   |                  |           |
| Portland Timbers | – | Houston Dynamo   | 2:1 (1:0) |
| 18. Juli 2020    |   |                  |           |
| Los Angeles FC   | – | LA Galaxy        | 6:2 (2:2) |
| 23. Juli 2020    |   |                  |           |
| LA Galaxy        | – | Houston Dynamo   | 1:1 (0:1) |
| 23. Juli 2020    |   |                  |           |
| Los Angeles FC   | – | Portland Timbers | 2:2 (2:1) |

### Rangliste der Gruppendritten
| Pl. | Verein              | Sp. | S | U | N | Tore    | Diff. | Punkte | Gruppe |
| --- | ------------------- | --- | - | - | - | ------- | ----- | ------ | ------ |
| 1.  | Real Salt Lake      | 3   | 1 | 1 | 1 | 002:200 | ±0    | 04     | D      |
| 2.  | Montreal Impact     | 3   | 1 | 0 | 2 | 004:500 | −1    | 03     | C      |
| 3.  | Vancouver Whitecaps | 3   | 1 | 0 | 2 | 005:700 | −2    | 03     | B      |
| 4.  | New York City FC    | 3   | 1 | 0 | 2 | 002:400 | −2    | 03     | A      |
| 5.  | New York Red Bulls  | 3   | 1 | 0 | 2 | 001:400 | −3    | 03     | E      |
| 6.  | Houston Dynamo      | 3   | 0 | 2 | 1 | 005:600 | −1    | 02     | F      |

## Achtelfinale
Bei einem unentschiedenen Spielstand wurde eine Partie ohne Absolvierung einer Verlängerung gleich im Elfmeterschießen entschieden.
| 25. Juli 2020        |   |                        |                 |
| Orlando City         | – | Montreal Impact        | 1:0 (0:0)       |
| 25. Juli 2020        |   |                        |                 |
| Philadelphia Union   | – | New England Revolution | 1:0 (0:0)       |
| 26. Juli 2020        |   |                        |                 |
| Toronto FC           | – | New York City FC       | 1:3 (0:1)       |
| 26. Juli 2020        |   |                        |                 |
| Sporting Kansas City | – | Vancouver Whitecaps    | 3:1 n. E. (0:0) |
| 27. Juli 2020        |   |                        |                 |
| San José Earthquakes | – | Real Salt Lake         | 5:2 (1:1)       |
| 27. Juli 2020        |   |                        |                 |
| Seattle Sounders     | – | Los Angeles FC         | 1:4 (0:2)       |
| 28. Juli 2020        |   |                        |                 |
| Columbus Crew        | – | Minnesota United       | 3:5 i. E. (1:1) |
| 28. Juli 2020        |   |                        |                 |
| Portland Timbers     | – | FC Cincinnati          | 4:2 i. E. (1:1) |

## Viertelfinale
Bei einem unentschiedenen Spielstand wurde eine Partie ohne Absolvierung einer Verlängerung gleich im Elfmeterschießen entschieden.
| 30. Juli 2020        |   |                      |                 |
| Philadelphia Union   | – | Sporting Kansas City | 3:1 (3:1)       |
| 31. Juli 2020        |   |                      |                 |
| Orlando City         | – | Los Angeles FC       | 5:4 i. E. (1:1) |
| 1. August 2020       |   |                      |                 |
| San José Earthquakes | – | Minnesota United     | 1:4 (0:2)       |
| 1. August 2020       |   |                      |                 |
| New York City FC     | – | Portland Timbers     | 1:3 (1:1)       |

## Halbfinale
Bei einem unentschiedenen Spielstand wird eine Partie ohne Absolvierung einer Verlängerung gleich im Elfmeterschießen entschieden.
| 5. August 2020     |   |                  |           |
| Philadelphia Union | – | Portland Timbers | 1:2 (0:1) |
| 6. August 2020     |   |                  |           |
| Orlando City       | – | Minnesota United | 3:1 (2:0) |

## Finale
| Portland Timbers                                                     | Portland Timbers | Orlando City | Orlando City |
| -------------------------------------------------------------------- | --- | --- | ------------ |
| Portland Timbers                                                     | \| 11. August 2020 in Champion Stadium, Disney World, Bay Lake, Florida \| \| Ergebnis: 2:1 (1:1) \| \| Zuschauer: keine \| \| Schiedsrichter: Ismail Elfath \| \| Spielbericht \| | \| 11. August 2020 in Champion Stadium, Disney World, Bay Lake, Florida \| \| Ergebnis: 2:1 (1:1) \| \| Zuschauer: keine \| \| Schiedsrichter: Ismail Elfath \| \| Spielbericht \|                                                                                                | Orlando City |
| Portland Timbers                                                     | Steve Clark – Jorge Villafaña, Dario Župarić, Larrys Mabiala, Chris Duvall – Eryk Williamson, Diego Chará, Diego Valeri (90+1. Bill Tuiloma) – Sebastián Blanco (89. Felipe Mora), Marvin Loría (67. Andy Polo), Jeremy Ebobisse (67. Jarosław Niezgoda) Cheftrainer: Giovanni Savarese | Pedro Gallese – Ruan (87. Kyle Smith), Antônio Carlos, Robin Jansson, João Moutinho – Oriol Rosell (79. Santiago Patiño), Jhegson Méndez (71. Júnior Urso), Mauricio Pereyra – Chris Mueller (71. Benji Michel), Nani , Tesho Akindele (78. Daryl Dike) Cheftrainer: Óscar Pareja | Orlando City |
| Portland Timbers                                                     | 1:0 Mabiala (27.) 2:1 Župarić (66.) | 1:1 Pereyra (39.) | Orlando City |
| Portland Timbers                                                     | Mabiala (44.), Chará (70.), Villafaña (73.) | Antônio Carlos (47.), Moutinho (63.), Nani (73.), Ruan (85.) | Orlando City |
| 11. August 2020 in Champion Stadium, Disney World, Bay Lake, Florida | | |              |
| Ergebnis: 2:1 (1:1)                                                  | | |              |
| Zuschauer: keine                                                     | | |              |
| Schiedsrichter: Ismail Elfath                                        | | |              |
| Spielbericht                                                         | | |              |

## Torschützen
Bei Gleichstand sind die Torschützen nach dem Alphabet sortiert (Nach- oder Künstlername).
| Rang | Spieler                       | Verein               | Tore |
| ---- | ----------------------------- | -------------------- | ---- |
| 1.   | Diego Rossi                   | Los Angeles FC       | 7    |
| 2.   | Ayo Akinola                   | Toronto FC           | 5    |
| 3.   | Jeremy Ebobisse               | Portland Timbers     | 4    |
| 3.   | Bradley Wright-Phillips       | Los Angeles FC       | 4    |
| 3.   | Gyasi Zardes                  | Columbus Crew        | 4    |
| 6.   | Sebastián Blanco              | Portland Timbers     | 3    |
| 6.   | Magnus Eriksson               | San José Earthquakes | 3    |
| 6.   | Jesús Medina (Fußballspieler) | New York City FC     | 3    |
| 6.   | Chris Mueller                 | Orlando City         | 3    |
| 6.   | Nani                          | Orlando City         | 3    |
| 6.   | Sergio Santos                 | Philadelphia Union   | 3    |
| 6.   | Saphir Taïder                 | Montreal Impact      | 3    |
| 6.   | Chris Wondolowski             | San José Earthquakes | 3    |